# Batalha de Thatta
A Batalha de Thatta foi um confronto armado ocorrido na cidade de Thatta, onde é hoje o Paquistão, entre as forças do Império Português e a da dinastia de Arghun, who por então governavam o Sinde. Saldou-se numa vitória portuguesa e Thatta foi saqueada, tendo os portugueses capturado um dos mais valiosos saques que alguma vez tomaram na Ásia.

## Contexto
Os portugueses descreveram Thatta como uma das mais ricas na Ásia e na cidade produzia-se couro de búfalo a que os portugueses chamavam "couro do Sinde" e finos têxteis, produzidos em mais de 2000 teares, que eram exportados para todo o continente asiático e até para Portugal. Em 1555 o governador da Índia Francisco Barreto comandou uma armada de 150 navios para a costa do Guzerate, na Índia, a fim de inspecionar as fortalezas portuguesas que existiam na região. Conquistou a fortaleza de Asserim por via de subornos oferecidos ao seu comandante e ali foram instalados 60 portugueses; 120 soldados foram também instalados em Manori. Em Baçaim deparou-se com alguns embaixadores do rei Maomé Isa Tarkhun da dinastia de Arghun, que por então encontrava-se envolvido numa guerra civil e pretendia apoio portugueses. O governador enviou em seu auxílio o capitão-mor Pedro Barreto Rolim com 28 navios e 700 soldados.

## A batalha
Ao chegarem a Thatta em princípios de 1557, os portugueses descobriram que Maomé Isa Tarkhun já havia resolvido o conflito em que se vira envolvido. Recusou-se portanto a recompensar os portugueses tal como prometido pelos embaixadores e pressionou-os a partir. O capitão-mor Pedro Barreto Rolim mandou desembarcar e os seus homens saquearam a cidade, matando na acção mais de 8000 pessoas, destruído bens cujo valor se estimava em mais de 2,000,000 cruzados de ouro e capturando uma das mais ricas presas alguma vez capturadas pelos portugueses na Ásia.

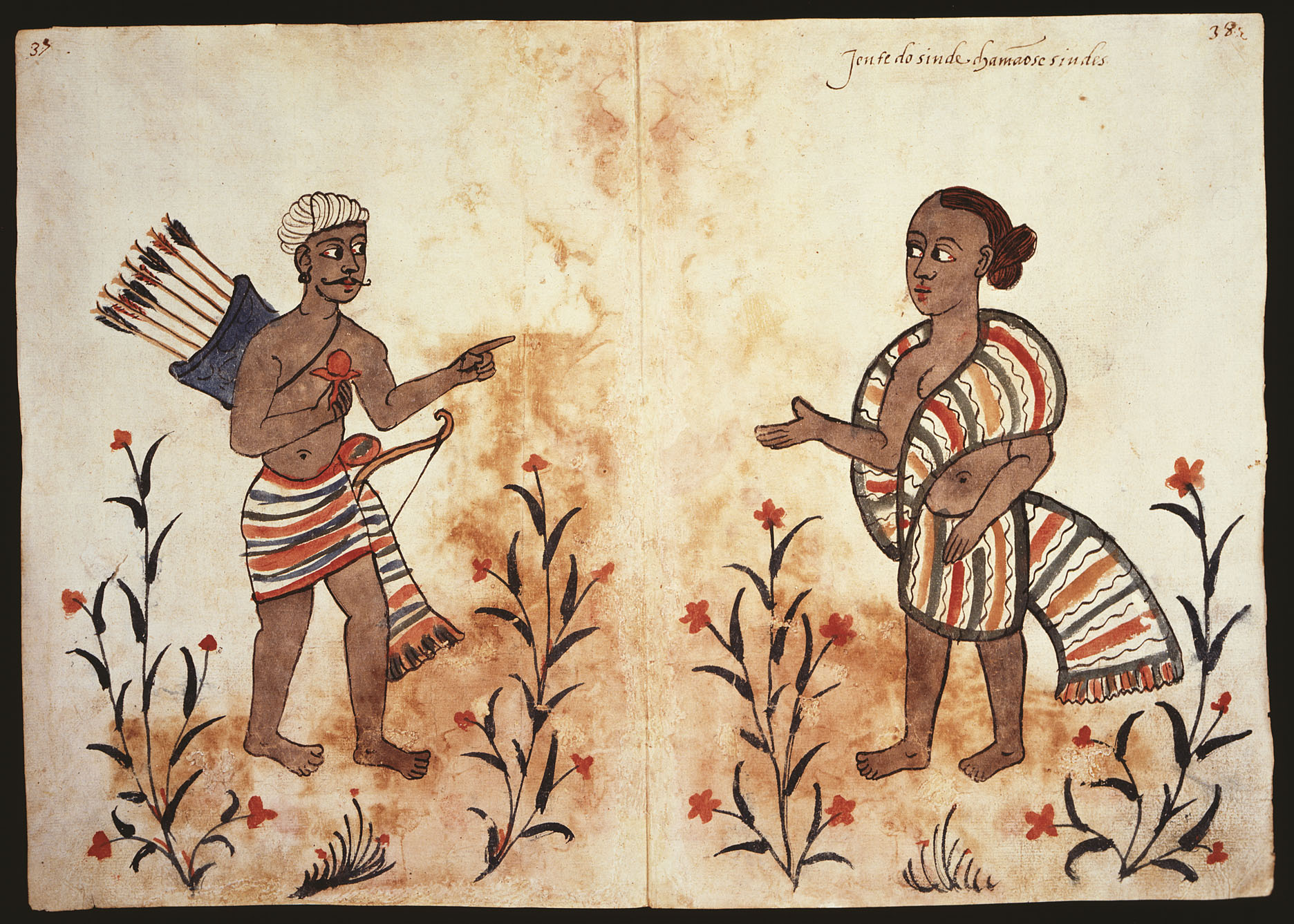
Aguarela portuguesa quinhentista de Sindes, retirada do Códice Casanatense.

## Rescaldo
O capitão-mor Barreto Rolim manteve-se na região por oito dias com as suas forças, pondo tudo a ferro e fogo de ambas as margens do Rio Indo.  A fortaleza de Lahori Bandar foi tomada e arrasada.. Os portugueses retiraram-se depois para Chaul, na Índia.